# Agrotis quadrigera
Agrotis quadrigera är en fjärilsart som beskrevs av Corti 1932. Agrotis quadrigera ingår i släktet Agrotis och familjen nattflyn. Inga underarter finns listade i Catalogue of Life.